# 古山大
古山 大（ふるやま たいし、1995年4月28日 - ）は、東京都西東京市出身のトライアスロン選手。株式会社セクダム所属として活動後2024年よりフリー選手として活動。

## 経歴
東京都立井草高校卒業。流通経済大学スポーツ健康科学部卒業。
2018年3月、日本食研実業団トライアスロン部に入部。
2020年1月、株式会社セクダムに所属。
2024年1月、株式会社セクダムの所属を離れフリー選手として活動開始。